# Nigel Martyn
Antony Nigel Martyn (St Austell, 11 de agosto de 1966) é um ex-futebolista inglês. Atuava como goleiro e disputou mais de 500 partidas na Liga Inglesa.
Ele praticamente disputou sete temporadas por dois times, tanto pelo Crystal Palace (272 jogos) quanto pelo Leeds United (207 partidas). Ele também teve uma passagem pelo modesto Bristol Rovers, onde iniciara a carreira em 1987 e jogou por lá até 1989.
Uma lesão no tornozelo forçou o goleiro a abandonar o esporte em 2006, enquanto disputava sua terceira temporada pelo Everton.

## Carreira internacional
Martyn jogou por 14 anos pela Seleção Inglesa, representando as equipes Sub-21 (11 jogos), B (6 partidas) e principal do English Team (23 jogos).
A primeira competição disputada por ele com a camisa do English Team foi a Eurocopa de 1992, única dele como titular. Esteve também na disputa por uma vaga na Copa de 1994, mas a Inglaterra não conseguiu classificação para o torneio.
A partir de 1995, Martyn passaria a ser o reserva imediato de David Seaman no English Team. Esquecido por Terry Venables na convocação para a Eurocopa de 1996 - Ian Walker, então no Tottenham, foi convocado em seu lugar - , esteve na Copa de 1998, como opção de banco. Disputaria um jogo pela Eurocopa de 2000 na vaga de Seaman, que havia se lesionado, mas foi criticado por falhar no gol de Dorinel Munteanu na derrota para a Romênia, que causou a eliminação inglesa, ainda na fase de grupos. Integrou ainda o elenco que disputou a Copa de 2002, também como reserva de Seaman.
Com a eliminação frente ao Brasil, o goleiro anunciou sua aposentadoria da seleção, aos 35 anos.